# Krużlowa Niżna
Krużlowa Niżna – wieś w Polsce położona w województwie małopolskim, w powiecie nowosądeckim, w gminie Grybów.
W latach 1975–1998 miejscowość administracyjnie należała do województwa nowosądeckiego.

## Ochotnicza Straż Pożarna
Krużlowa Niżna posiada założoną w 1952 roku Ochotniczą Straż Pożarną, która dysponuje dwoma samochodami bojowymi Mercedes Benz Atego.